# NXT TakeOver: Brooklyn 4
NXT TakeOver: Brooklyn 4  là một chương trình đấu vật chuyên nghiệp và sự kiện của WWE Network diễn ra vào ngày 18 tháng 8 năm 2018, tại Barclays Center ở Brooklyn, New York. Sự kiện này được WWE sản xuất cho thương hiệu NXT được phát trực tiếp trên WWE Network.
Năm trận đấu đã diễn ra tại sự kiện này. Trong sự kiện chính, Tommaso Ciampa  đánh bại Johnny Gargano trong trận đấu Last Man Standing để giữ đai vô địch NXT. Trong trận đấu áp chót, Kairi Sane đã đánh bại Shayna Baszler để giành Giải vô địch Phụ nữ NXT và Ricochet đánh bại Adam Cole để giành Giải vô địch Bắc Mỹ NXT.

## Kết quả
| Thứ tự | Kết quả | Thể thức                                         | Thời gian |
| --- | --- | ------------------------------------------------ | --------- |
| 1 N | Bianca Belair đánh bại Deonna Purrazzo                                                                              | Trận đấu đơn                                     | 6:00      |
| 2 N | Pete Dunne (c) đánh bại Zack Gibson                                                                                 | Trận đấu đơn cho WWE United Kingdom Championship | 14:00     |
| 3 | The Undisputed Era (Kyle O'Reilly và Roderick Strong) (c) đã đánh bại Mustache Mountain (Trent Seven và Tyler Bate) | Trận đấu đồng đội cho NXT Tag Team Championship  | 18:06     |
| 4 | Velveteen Dream đánh bại EC3                                                                                        | Trận đấu đơn                                     | 15:03     |
| 5 | Ricochet đánh bại Adam Cole (c)                                                                                     | Trận đấu đơn cho Giải vô địch Bắc Mỹ NXT         | 15:19     |
| 6 | Kairi Sane đánh bại Shayna Baszler (c)                                                                              | Trận đấu đơn cho Giải vô địch nữ NXT             | 13:37     |
| 7 | Tommaso Ciampa (c) đánh bại Johnny Gargano                                                                          | Trận đấu Last Man Standing cho Giải vô địch NXT  | 33:42     |
| - (c) - đề cập đến (các) nhà vô địch bước vào trận đấu - N - cho biết trận đấu đã được ghi để phát trên tập NXT trong tương lai | |                                                  |           |